# Annefors (Bollnäs kommun)
 For alternative betydninger, se Annefors. (Se også artikler, som begynder med Annefors)
Annefors er en industribebyggelse i Bollnäs kommun i Gävleborgs län i Sverige. Annefors hører til Bollnäs socken og blev i 1995 regnet som en småort af SCB, men siden da er befolkningen faldet til under 50 indbyggere. Skolen i Annefors blev nedlagt i 2001, efter at elevtallet i flere år havde været lavt.
Annefors bruk blev anlagt i 1781 af landshøvdingen Carl Bunge, og navngivet efter dennes hustru Anna Lovisa Clason. Fabrikken, som indgik i det såkaldte Kilaforsverken, blev nedlagt i 1871.
I bebyggelsen ligger Annefors kapell.